# مقاطعة بستويا
مقاطعة بستويا (بالإيطالية: Provincia di Pistoia)‏، مقاطعة في إقليم توسكانا الإيطالي عاصمتها مدينة بستويا. مساحتها 965 كلم ²، ويقدر سكانها 277.028 وبها 22 بلدية.
يحدها شمالا إقليم إميليا رومانيا (مقاطعة مودينا ومقاطعة بولونيا)، وشرقا مقاطعة براتو، وجنوبا مقاطعة فلورنسا، وغربا مقاطعة لوكا.

## أهم المدن
- Pistoia بستويا 92.276 ساكن
- Quarrata كواراتا 23.884 ساكن
- Montecatini Terme مونتيكاتيني تيرمي 20.766 ساكن
- Monsummano Terme مونزومانو 20.219 ساكن
- Pescia بيشيا 18.711 ساكن